# Município de Thompson (condado de Delaware, Ohio)
O município de Thompson (em inglês: Thompson Township) é um município localizado no condado de Delaware no estado estadunidense de Ohio. No ano de 2010 tinha uma população de 684 habitantes e uma densidade populacional de 13 pessoas por km².

## Geografia
O município de Thompson encontra-se localizado nas coordenadas 40° 23′ 44″ N, 83° 12′ 58″ O. Segundo a Departamento do Censo dos Estados Unidos, o município tem uma superfície total de 52.61 km², da qual 52,31 km² correspondem a terra firme e (0,58 %) 0,31 km² é água.

## Demografia
Segundo o censo de 2010, tinha 684 pessoas residindo no município de Thompson. A densidade populacional era de 13 hab./km². Dos 684 habitantes, o município de Thompson estava composto pelo 98,54 % brancos, o 1,02 % eram afroamericanos e o 0,44 % eram de uma mistura de raças. Do total da população o 1,61 % eram hispanos ou latinos de qualquer raça.